# Kärtnerstrasse
Kärntner Straße és el carrer comercial més famós del centre de Viena. Discorre entre Stephansplatz i Karlsplatz. La secció entre la Wiener Staatsoper i Stephansplatz és per a vianants.

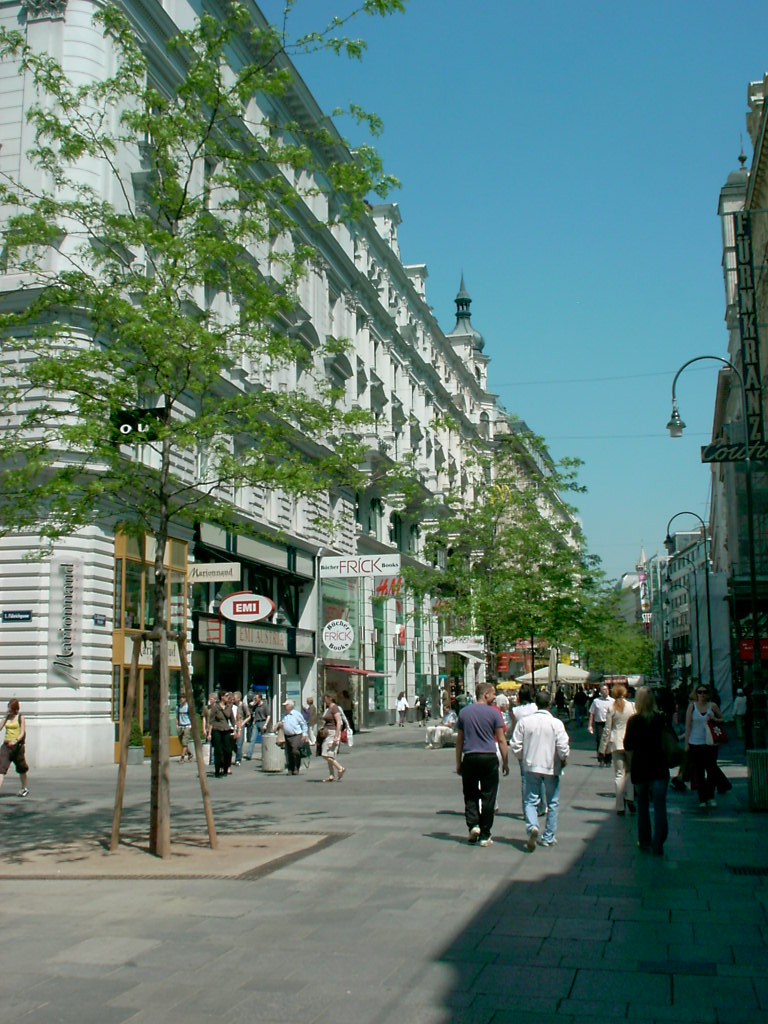
Kärntner Straße
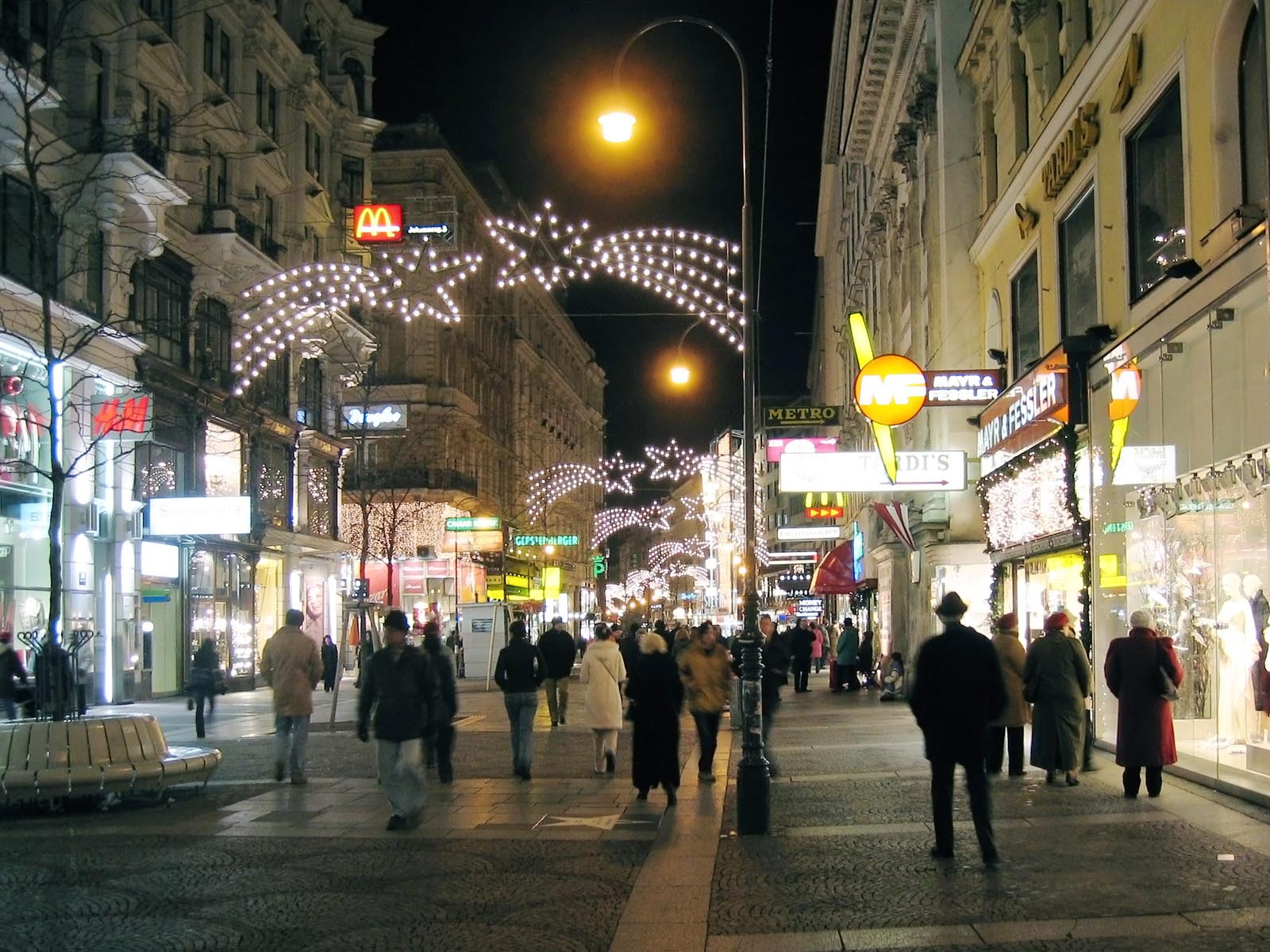
Kärntnerstrasse a l'hivern.